# پروپیل استات
پروپیل استات (به انگلیسی: Propyl acetate) یک ترکیب شیمیایی با شناسه پاب‌کم ۷۹۹۷ است. شکل ظاهری این ترکیب، مایع بی‌رنگ است.